# Lantaarndragers (cicaden)
De lantaarndragers (Fulgoridae) vormen een familie van insecten behorende tot de infraorde der lantaarndragerachtigen (Fulgoromorpha) uit de onderorde cicaden (Auchenorrhyncha) van de orde der halfvleugeligen (Hemiptera). De wetenschappelijke naam van de groep werd voor het eerst voorgesteld door Pierre André Latreille in 1807. Bij de familie zijn circa 140 geslachten en 750 soorten ingedeeld.

## Kenmerken
Deze insecten zijn meestal van gemiddelde tot grote omvang, vele met een oppervlakkige gelijkenis met Lepidoptera vanwege hun schitterende en gevarieerde kleuring. Deze insecten hebben een eigenaardige voorhoofdsvorm met zich aan de zijkanten van de kop bevindende ogen, vlak boven de antennen. Het borststuk is groot, evenals de met dwarsaderen voorziene vleugels. Op de achtervleugels hebben ze oogvlekken of schrikkleuren ter afschrikking van belagers. De lichaamslengte varieert van 0,8 tot 10 cm.

## Leefwijze
Het voedsel van deze dieren bestaat in hoofdzaak uit plantensappen. Overdag wordt er gerust en gegeten en 's avonds wordt er gevlogen.

## Voortplanting
De eieren worden afgezet op een voedselplant en afgedekt met snel verhardend schuim.

## Verspreiding en leefgebied
Deze familie komt voor in (sub)tropische gebieden met rijke begroeiing, meestal op bomen en struiken. Ze zijn vooral overvloedig en divers vertegenwoordigd in de tropen met meer dan 125 geslachten wereldwijd.

## Geslachten
- Fulgora Linnaeus, 1767
- Phrictus